# Torre dell'Acqua (Monte Argentario)
La torre dell'Acqua è una torre costiera situata nel comune di Monte Argentario, su un'altura che si eleva a ovest della frazione di Porto Ercole e a nord-ovest del forte Stella.

## Storia
La torre fu costruita dai senesi in epoca rinascimentale, più precisamente nel corso del Quattrocento. La torre era parte integrante del sistema difensivo costiero della Repubblica di Siena. La zona in cui venne costruita la torre ha portato alla luce una serie di reperti ed insediamenti abitativi risalenti al V secolo a.C., parte dei cui ruderi furono utilizzati come basamento per la costruzione della torre senese.
La storia della struttura difensiva venne tuttavia segnata già nel 1555 quando le truppe spagnole, alleate con le milizie del Granducato di Toscana, la attaccarono e la espugnarono, costringendo alla resa definitiva i Senesi: da allora, l'area di Monte Argentario entrò a far parte dello Stato dei Presidii.
La torre, però, non rientrò nei progetti della riorganizzazione del sistema difensivo del promontorio dell'Argentario, rimanendo conseguentemente abbandonata già dal tardo Cinquecento.
Sul finire dell'Ottocento fu realizzato nell'area della torre un tratto del nuovo acquedotto che riforniva Porto Ercole sfruttando una sorgente situata più a monte: all'epoca l'antica struttura difensiva risultava già perduta. Tuttavia, nel 1974 ne affiorarono i resti durante i lavori di scavo per la costruzione di alcuni vicini edifici abitativi.

## Descrizione
La torre dell'Acqua, situata nei pressi del Fosso dei Molini, si presenta sotto forma di ruderi, i quali furono riportati alla luce dalle campagne di scavo eseguite a partire dal 1974.
Dell'antica torre, che fino agli inizi degli anni settanta si credeva perduta, sono visibili alcuni tratti delle spesse strutture murarie costituite in grossi blocchi di pietra, alla cui base sono visibili alcuni materiali edilizi molto più antichi, riconducibili ai resti archeologici datati V secolo a.C.
La torre si presentava a pianta quadrata, apparentemente priva di basamento a scarpa.